# Dirka po Italiji 1963
Dirka po Italiji 1963 (italijansko Giro d'Italia 1963) je 46. izvedba dirke po Italiji, tritedenske moške cestne kolesarske etapne dirke. Začela se je 19. maja v Neaplju in končala 9. junija v Milanu. Sodelovalo je 120 kolesarjev iz 12-ih ekip. Rožnato majico je drugič zapored osvojil Franco Balmamion (Carpano), drugo mesto Vittorio Adorni (Cynar–Frejus), tretje pa Giorgio Zancanaro (San Pellegrino–Firte). Zeleno majico je osvojil Vito Taccone (Lygie).

## Ekipe
- Carpano
- Cite
- Cynar–Frejus
- Gazzola
- G.B.C.–Gramaglia
- IBAC
- Legnano
- Lygie
- Molteni
- Salvarani
- San Pellegrino–Firte
- Springoil–Fuchs

## Etape
| Etapa | Datum    | Štart/Cilj                        | Razdalja    | Tip         | Tip                  | Zmagovalec                 |             |
| ----- | -------- | --------------------------------- | ----------- | ----------- | -------------------- | -------------------------- | ----------- |
| 1     | 19. maj  | Neapelj – Potenza                 | 182 km      |             | ravninska etapa      | Vittorio Adorni (ITA)      |             |
| 2     | 20. maj  | Potenza – Bari                    | 185 km      |             | ravninska etapa      | Pierino Baffi (ITA)        |             |
| 3     | 21. maj  | Bari – Campobasso                 | 252 km      |             | ravninska etapa      | Jaime Alomar (ESP)         |             |
| 4     | 22. maj  | Campobasso – Pescara              | 213 km      |             | gorska etapa         | Guido Carlesi (ITA)        |             |
| 5     | 23. maj  | Pescara – Viterbo                 | 263 km      |             | ravninska etapa      | Vendramino Bariviera (ITA) |             |
| 6     | 24. maj  | Bolsena – Arezzo                  | 192 km      |             | ravninska etapa      | Vendramino Bariviera (ITA) |             |
| 7     | 25. maj  | Arezzo – Riolo Terme              | 173 km      |             | gorska etapa         | Nino Defilippis (ITA)      |             |
| 8     | 26. maj  | Riolo Terme – Salsomaggiore Terme | 203 km      |             | ravninska etapa      | Adriano Durante (ITA)      |             |
| 9     | 27. maj  | Salsomaggiore Terme – La Spezia   | 173 km      |             | gorska etapa         | Giorgio Zancanaro (ITA)    |             |
| 10    | 28. maj  | La Spezia – Asti                  | 225 km      |             | ravninska etapa      | Vito Taccone (ITA)         |             |
| 11    | 29. maj  | Asti – Santuario di Oropa         | 130 km      |             | gorska etapa         | Vito Taccone (ITA)         |             |
| 12    | 30. maj  | Biella – Leukerbad (Švica)        | 214 km      |             | gorska etapa         | Vito Taccone (ITA)         |             |
| 13    | 31. maj  | Leukerbad (Švica) – Saint-Vincent | 152 km      |             | gorska etapa         | Vito Taccone (ITA)         |             |
| 14    | 1. junij | Saint-Vincent – Cremona           | 260 km      |             | ravninska etapa      | Marino Vigna (ITA)         |             |
| 15    | 2. junij | Mantova – Treviso                 | 155 km      |             | ravninska etapa      | Franco Magnani (ITA)       |             |
|       | 3. junij | dan počitka                       | dan počitka | dan počitka | dan počitka          | dan počitka                | dan počitka |
| 16    | 4. junij | Treviso – Treviso                 | 56 km       |             | posamični kronometer | Vittorio Adorni (ITA)      |             |
| 17    | 5. junij | Treviso – Gorica                  | 213 km      |             | ravninska etapa      | Vendramino Bariviera (ITA) |             |
| 18    | 6. junij | Gorica – Belluno Nevegal          | 248 km      |             | gorska etapa         | Arnaldo Pambianco (ITA)    |             |
| 19    | 7. junij | Belluno – Moena                   | 198 km      |             | gorska etapa         | Vito Taccone (ITA)         |             |
| 20    | 8. junij | Moena – Lumezzane                 | 240 km      |             | ravninska etapa      | Guido Carlesi (ITA)        |             |
| 21    | 9. junij | Brescia – Milano                  | 136 km      |             | ravninska etapa      | Antonio Bailetti (ITA)     |             |
|       | Skupaj   | Skupaj                            | 4063 km     | 4063 km     | 4063 km              | 4063 km                    | 4063 km     |

## Razvrstitev po klasifikacijah
| Etapa  | Zmagovalec           | Rožnata majica · | Zelena majica · | Ekipno  |
| ------ | -------------------- | ---------------- | --------------- | ------- |
| 1      | Vittorio Adorni      | Vittorio Adorni  | brez            | ?       |
| 2      | Pierino Baffi        | Vittorio Adorni  | brez            | ?       |
| 3      | Jaime Alomar         | Vittorio Adorni  | brez            | ?       |
| 4      | Guido Carlesi        | Diego Ronchini   | Vito Taccone    | ?       |
| 5      | Vendramino Bariviera | Diego Ronchini   | Vito Taccone    | ?       |
| 6      | Vendramino Bariviera | Diego Ronchini   | Vito Taccone    | ?       |
| 7      | Nino Defilippis      | Diego Ronchini   | ?               | ?       |
| 8      | Adriano Durante      | Diego Ronchini   | ?               | ?       |
| 9      | Giorgio Zancanaro    | Diego Ronchini   | ?               | ?       |
| 10     | Vito Taccone         | Diego Ronchini   | ?               | ?       |
| 11     | Vito Taccone         | Diego Ronchini   | ?               | ?       |
| 12     | Vito Taccone         | Franco Balmamion | Vito Taccone    | ?       |
| 13     | Vito Taccone         | Franco Balmamion | Vito Taccone    | ?       |
| 14     | Marino Vigna         | Franco Balmamion | Vito Taccone    | ?       |
| 15     | Franco Magnani       | Franco Balmamion | Vito Taccone    | ?       |
| 16     | Vittorio Adorni      | Diego Ronchini   | Vito Taccone    | ?       |
| 17     | Vendramino Bariviera | Diego Ronchini   | Vito Taccone    | ?       |
| 18     | Arnaldo Pambianco    | Vittorio Adorni  | Vito Taccone    | ?       |
| 19     | Vito Taccone         | Franco Balmamion | Vito Taccone    | ?       |
| 20     | Guido Carlesi        | Franco Balmamion | Vito Taccone    | ?       |
| 21     | Antonio Bailetti     | Franco Balmamion | Vito Taccone    | ?       |
| Skupaj | Skupaj               | Franco Balmamion | Vito Taccone    | Carpano |

## Končna razvrstitev
| Legenda | Legenda                                  | Legenda | Legenda                                    |
| ------- | ---------------------------------------- | ------- | ------------------------------------------ |
|         | Predstavlja vodilnega v skupnem seštevku |         | Predstavlja vodilnega v gorski razvrstitvi |

### Rožnata majica
| Poz. | Kolesar                   | Ekipa                | Čas          |
| ---- | ------------------------- | -------------------- | ------------ |
| 1    | Franco Balmamion (ITA)    | Carpano              | 116h 50' 16" |
| 2    | Vittorio Adorni (ITA)     | Cynar–Frejus         | + 2' 24"     |
| 3    | Giorgio Zancanaro (ITA)   | San Pellegrino–Firte | + 3' 15"     |
| 4    | Guido De Rosso (ITA)      | Molteni              | + 6' 34"     |
| 5    | Diego Ronchini (ITA)      | Salvarani            | + 10' 11"    |
| 6    | Vito Taccone (ITA)        | Lygie                | + 11' 50"    |
| 7    | Imerio Massignan (ITA)    | Legnano              | + 16' 52"    |
| 8    | Guido Carlesi (ITA)       | Molteni              | + 17' 08"    |
| 9    | Graziano Battistini (ITA) | IBAC                 | + 23' 38"    |
| 10   | Carlo Brugnami (ITA)      | Gazzola              | + 25' 36"    |

### Zelena majica
| Poz. | Kolesar                 | Ekipa                | Točke |
| ---- | ----------------------- | -------------------- | ----- |
| 1    | Vito Taccone (ITA)      | Lygie                | 420   |
| 2    | Giorgio Zancanaro (ITA) | San Pellegrino–Firte | 120   |
| 3    | Franco Bitossi (ITA)    | Springoil–Fuchs      | 100   |
| 4    | Enzo Moser (ITA)        | San Pellegrino–Firte | 80    |
| 5    | Vittorio Adorni (ITA)   | Cynar–Frejus         | 60    |
| 6    | Franco Balmamion (ITA)  | Carpano              | 50    |
| 7    | Giancarlo Ceppi (ITA)   | Springoil–Fuchs      | 40    |
| 7    | Imerio Massignan (ITA)  | Legnano              | 40    |
| 9    | Arnaldo Pambianco (ITA) | Salvarani            | 30    |
| 9    | Italo Zilioli (ITA)     | Carpano              | 30    |

### Traguardi tricolori
| Poz. | Kolesar                   | Ekipa                | Točke |
| ---- | ------------------------- | -------------------- | ----- |
| 1    | Vito Taccone (ITA)        | Lygie                | 99    |
| 2    | Franco Bitossi (ITA)      | Springoil–Fuchs      | 85    |
| 3    | Raffaele Marcoli (ITA)    | Legnano              | 51    |
| 4    | Marino Fontana (ITA)      | San Pellegrino–Firte | 50    |
| 5    | Vittorio Adorni (ITA)     | Cynar–Frejus         | 42    |
| 6    | Antonio Bailetti (ITA)    | Carpano              | 35    |
| 7    | Giorgio Zancanaro (ITA)   | San Pellegrino–Firte | 30    |
| 8    | Antonio Franchi (ITA)     | Lygie                | 29    |
| 9    | Gilberto Vendemiati (ITA) | Gazzola              | 27    |
| 10   | Germano Barale (ITA)      | Carpano              | 25    |

### Ekipna razvrstitev
| Poz. | Ekipa                | Točke |
| ---- | -------------------- | ----- |
| 1    | Carpano              | 4098  |
| 2    | Lygie                | 3167  |
| 3    | Cynar–Frejus         | 2827  |
| 4    | San Pellegrino–Firte | 2762  |
| 5    | Molteni              | 2333  |
| 6    | Springoil–Fuchs      | 2248  |
| 7    | Salvarani            | 2134  |
| 8    | IBAC                 | 1878  |
| 9    | Gazzola              | 1860  |
| 10   | Legnano              | 1683  |